# Jao (vládce)
Jao (čínsky pchin-jinem Yáo, znaky zjednodušené 尧, tradiční 堯) byl mytický čínský vládce, podle Zápisků historika čtvrtý z Pěti legendárních vladařů. Podle tradiční čínské chronologie panoval v letech 2358–2258 nebo 2333–2234 př. n. l.

## Historie
Někdy je jmenován jako I Čchi (čínsky pchin-jinem Yī Qí, znaky 伊祁), I Fang-sün (čínsky pchin-jinem Yī Fàngxūn, znaky zjednodušené 伊放勋, tradiční 伊放勳), nebo Tchang Jao (čínsky pchin-jinem Táng Yáo, znaky zjednodušené 唐尧, tradiční 唐堯).
Zprvu je zmiňován především jako panovník, který za svého nástupce vybral nikoliv některého ze svých synů, ale nejlepšího z podřízených – Šuna. Později, v tradici konfuciánů a mohistů, získal na významu jako moudrý vládce. Pod vlivem konfuciánů zakotvil v čínské tradici jako vynikající panovník, moudrý a morální vůdce, společně s Šunem a Jüem vzor pozdějších králů a císařů. Podle Mencia započal s uspořádáním světa. Údajně zavedl první kalendář a bojoval se záplavami.